# Lutherkerk (Wiesbaden)
De Lutherkerk (Duits: Lutherkirche) is een protestants kerkgebouw in de Hessische hoofdstad Wiesbaden.

## Geschiedenis
Na de bouw van de Marktkerk, de Bergkerk en de Ringkerk besloot de snel groeiende protestantse gemeente van Wiesbaden tot de bouw van een vierde kerk. Er werd een wedstrijd uitgeschreven voor architecten met het beste ontwerp. Uiteindelijk besloot de gemeente op 8 juni 1906 dat het beste ontwerp was geleverd door de uit Darmstadt afkomstige architect Friedrich Pützer. Op 1 november 1908 werd de eerste steen gelegd en op 8 januari 1911 werd de kerk gewijd. In 2011 werd het 100-jarig jubileum gevierd van de kerk met de uitgifte van een boek over de geschiedenis van de kerk.
De Lutherkerk bevindt zich in de buurt van de Ringstraße. Door de ligging op een hoogte is kerk met de 50 meter hoge toren en het 20 meter hoge kerkdak dat op een staalconstructie rust een opvallend gebouw in de omgeving.

## Afbeeldingen

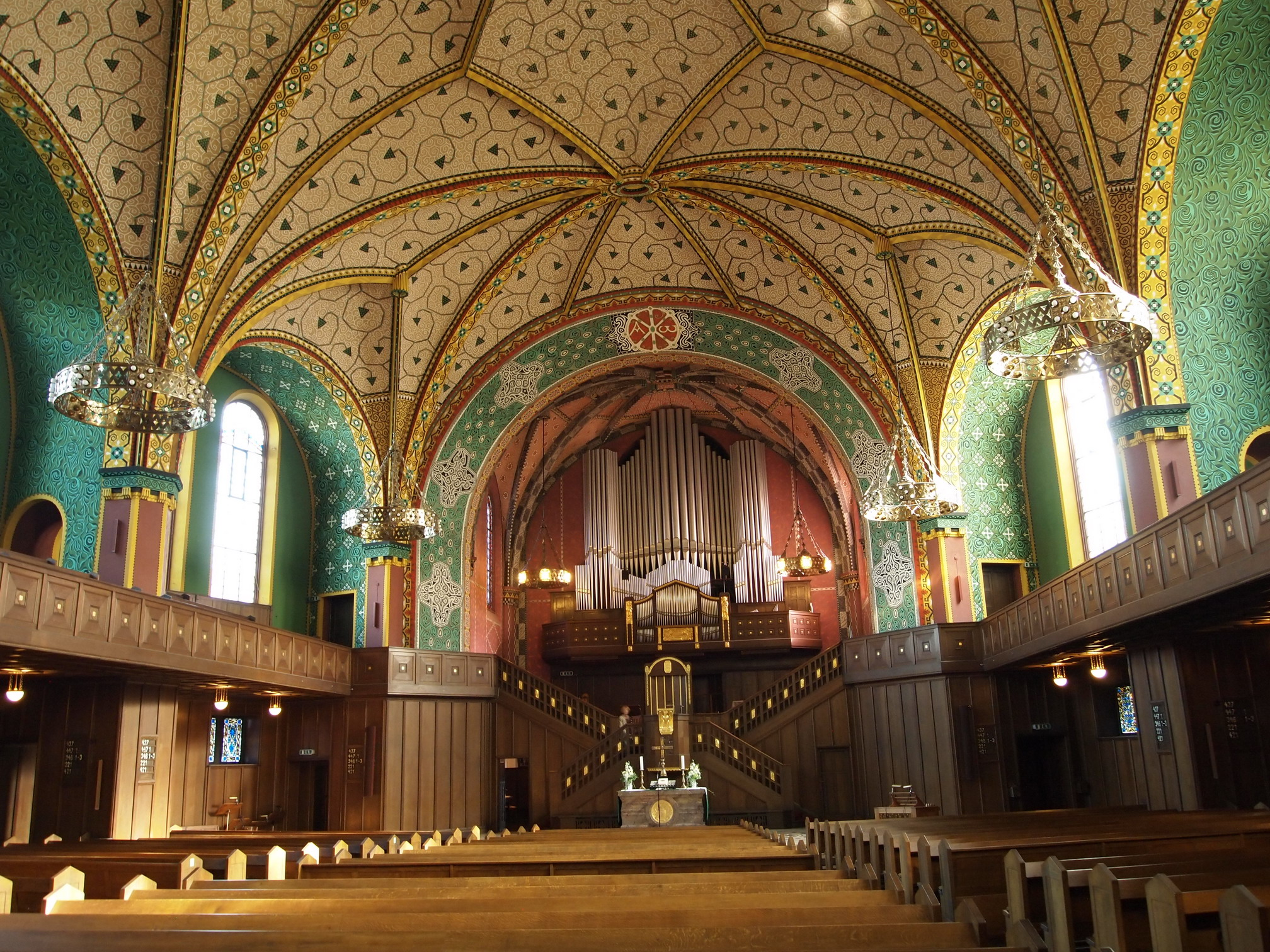
Interieur
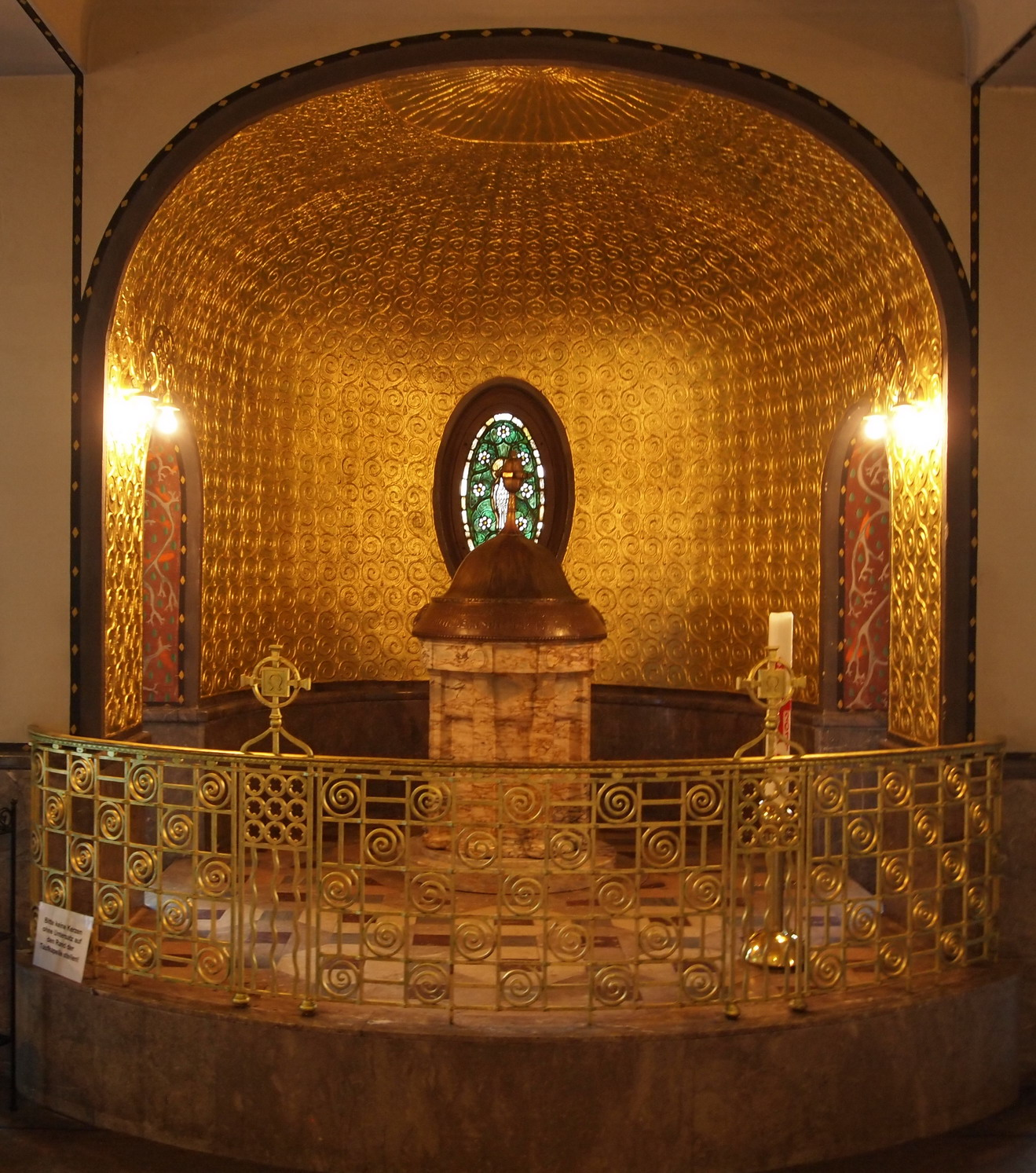
Doopkapel
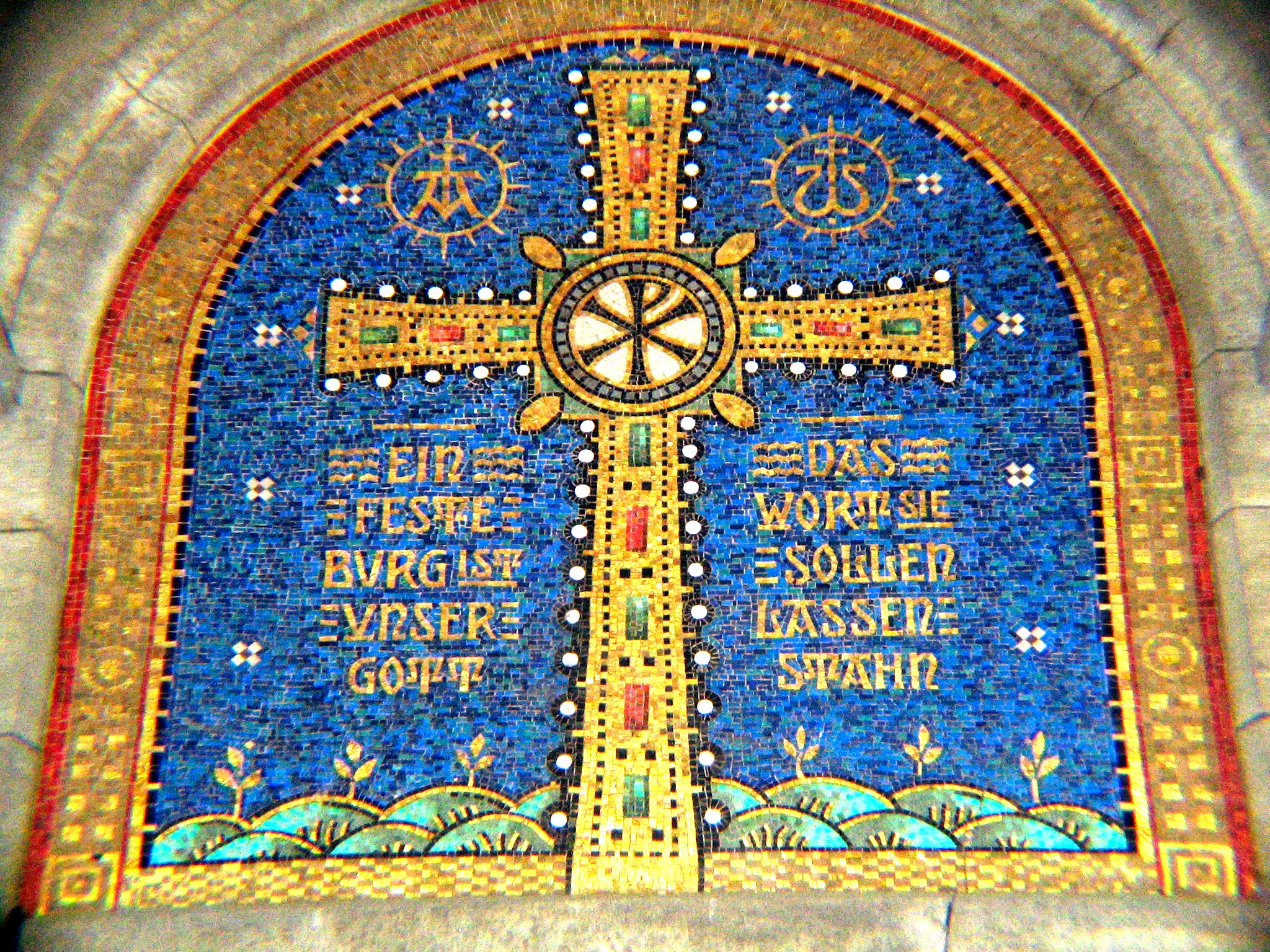
Mozaïek boven ingang kerk